# Lagenaria breviflora
Lagenaria breviflora é uma espécie de Lagenaria encontrada no Senegal e Camarões.

## Sinônimos
Sinônimos aceitos:
- Adenopus breviflorus Benth.